# 맹진사댁 경사 (드라마)
《맹진사댁 경사》는 1983년 4월 9일에 방영된 TV문학관이다.

## 출연
- 추송웅
- 이문희
- 김영철
- 사미자
- 이덕희
- 황범식
- 하대경
- 박용식
- 서승현
- 홍요섭
- 박영목
- 박규식
- 고희준
- 유순철
- 윤성국
- 신원균
- 윤승원
- 김윤형
- 전광렬
- 윤용덕
- 이원발
- 김기복
- 김효관
- 선동혁
- 이정욱
- 노영화
- 정서임
- 김배옥
- 이종남
- 길춘영
- 손해경
- 김혜경
- 김은주
- 정선애
- 이현숙
- 김순덕
- 윤정오